# Roberto Costa
Roberto Costa Cabral ou simplesmente Roberto Costa (Santos, 8 de dezembro de 1954), é um ex-futebolista brasileiro que atuava como goleiro.
Goleiro de grande destaque no início dos anos 80, recebeu a Bola de Ouro da Revista Placar consecutivamente em 1983 e 1984, sendo o único goleiro a obter tal êxito.

## Carreira

### Jogador
Era bancário no Citibank quando foi convidado para fazer uma avaliação no Santos FC, em novembro de 1972 e foi aprovado. Com 18 anos, jogou na equipe de juniores entre os anos 1972 e 73.
Roberto passou rapidamente pelo Criciúma e chegou ao Atlético Paranaense ainda jovem, aos 25 anos, em 1977. Ganhou o carinhoso apelido de "Mão de Anjo" da torcida rubro-negra.
Em 1981, foi emprestado por três meses ao Coritiba para disputar a Taça de Prata, onde chegou até as semifinais e foi o goleiro menos vazado do torneio. Atuando pelo clube, chegou a ficar 601 minutos sem tomar gol.
Voltou ao Atlético Paranaense onde, em 1983, chegou às semifinais do Campeonato Brasileiro e foi vencedor da Bola de Ouro, como melhor atleta da competição.
O Vasco da Gama, que só tinha o novato Acácio, ganhou a briga contra rivais e contratou Roberto Costa em agosto de 1983, a princípio por empréstimo de 12 meses em troca do ponta-de-lança Amauri e do goleiro Orlando. Quando foi contratado, era conhecido apenas como Roberto, mas adotou o sobrenome Costa, para não confundir com Roberto Dinamite.
Em 1984, o Vasco foi vice-campeão brasileiro (perdeu para o Fluminense na final) e Roberto Costa voltou a ser eleito pela Placar o melhor jogador do campeonato.
Em setembro de 1985, foi contratado por 400 milhões de cruzeiros pelo Internacional, que tinha negociado Gilmar Rinaldi com o São Paulo. No Colorado, Roberto não conseguiu se firmar como titular, já que surgia Taffarel no Beira-Rio e ficou apenas 7 meses. Rescindiu o contrato, e foi emprestado para o América de Rio Preto por 50 milhões de cruzeiros.
Retornou ao Atlético Paranaense em agosto de 1986.
Chegou ao Noroeste no início de 1988. No segundo semestre de 1988, atuou pelo Clube Esportivo Passense, tendo o maior salário do elenco, de 300 mil cruzados.
Roberto Costa encerrou a sua carreira de goleiro em 1990 jogando pela Caldense.

#### Seleção Brasileira
Na Seleção Brasileira atuou apenas uma vez, na derrota em amistoso contra a Inglaterra por dois a zero em 1984 no Maracanã.

### Fora dos campos
Em 1992, foi convidado para jogar futebol amador em Curitiba, no Vila Fanny, onde foi Campeão Amador, bicampeão da Suburbana, campeão Sul Brasileiro, da Taça Paraná e no Fanny mesmo começou a carreira de técnico.
Após encerrar a carreira, continuou no futebol como preparador de goleiros de vários times.
Aventurou-se em 2006, sem sucesso, como treinador do Araguaína Futebol e Regatas de Tocantins.
Como técnico do Foz Futebol Clube teve uma rápida passagem em 2008, somente em três partidas na Divisão de Acesso.
Treinou o time feminino do Foz Cataratas em 2016 e 2018.

## Títulos
Atlético-PR
- Campeonato Paranaense: 1982, 1983

Vasco da Gama
- Taça Rio: 1984

Taguatinga
- Campeonato Brasiliense: 1989

### Prêmios individuais
- Bola de Ouro da Revista Placar: 1983, 1984
- Bola de Prata da Revista Placar: 1983, 1984